# Batemans Bay (ort)
Batemans Bay är en ort i Australien. Den ligger i kommunen Eurobodalla och delstaten New South Wales, i den sydöstra delen av landet, omkring 230 kilometer sydväst om delstatshuvudstaden Sydney. Antalet invånare är 10 557.
Batemans Bay är det största samhället i trakten. Genomsnittlig årsnederbörd är 1 370 millimeter. Den regnigaste månaden är mars, med i genomsnitt 189 mm nederbörd, och den torraste är juli, med 28 mm nederbörd.